# Dieudonné Dolassem
Dieudonné Dolassem (Yaoundé, 4 settembre 1979) è un judoka camerunese, vincitore di due medaglie di bronzo ai Giochi panafricani nella categoria -90 chilogrammi.
Ha rappresentato il Camerun ai Giochi olimpici estivi di Londra 2012.

## Palmarès
- Giochi panafricani

Maputo 2011: oro nei 90 kg.
Brazzaville 2015: oro nei 90 kg.